# Microplaninae
Sous-famille
Les Microplaninae sont une sous-famille de vers plats terrestres ou marins de la famille des Geoplanidae.

## Systématique
Le nom valide complet avec auteur de ce taxon est Microplaninae Pantin, 1953,.

### Liste des genres
Selon la base de données World Register of Marine Species (23 janvier 2024), la sous-famille des Microplaninae regroupe les genres suivants :
- Amblyplana Graff, 1896
- Diporodemus Hyman, 1938
- Geobenazzia Minelli, 1974
- Incapora Du Bois-Reymond Marcus, 1953
- Microplana Vejdovsky, 1890
- Othelosoma Gray, 1869
- Pseudartiocotylus Ikeda, 1911
- Statomicroplana Kawakatsu, Froehlich, Jones, Ogren & Sasaki, 2003

### Synonymes, suppressions
D'après World Register of Marine Species (23 janvier 2024) :
- le genre Artiocotylus Graff, 1896 est supprimé ;
- le genre Geodesmus Metschnikoff, 1865 est supprimé ;
- le genre Orthodemus Hyman, 1954 est synonyme de Microplana Vejdovsky, 1890.

### Publication originale
(en) C.F.A. Pantin, « On the name of the ground fluke Fasciola terrestris O.F. Müller, on Othelosoma symondsi Gray, and on the genus Amblyplana von Graff », Journal of the Linnean Society of London, Zoology, vol. 42,‎ 1953, p. 207-218 (ISSN 0368-2935, e-ISSN 2378-5314, lire en ligne, consulté le 23 janvier 2024).